# Lindholmen Science Park

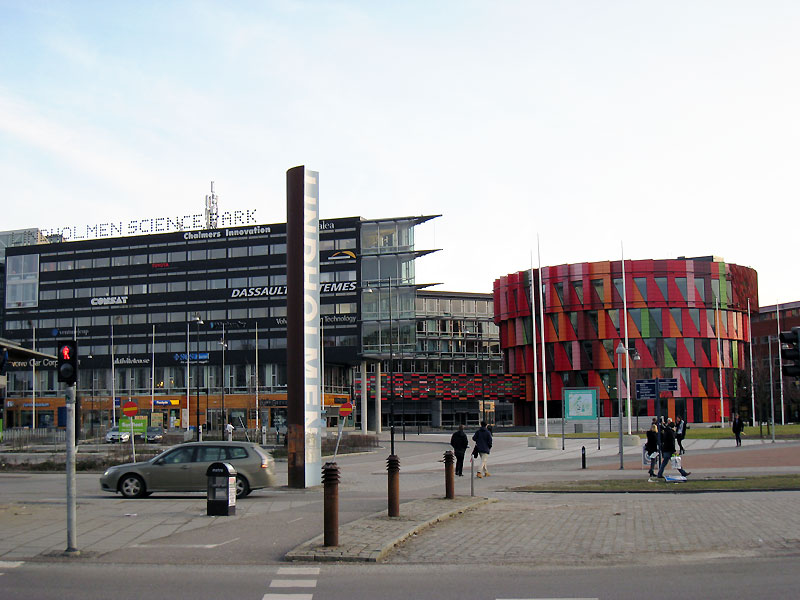
Lindholmen Science Park med Kuggen, ritad av Wingårdh arkitektkontor, till höger.

Lindholmen Science Park är en internationell företagspark med inriktning mot tre områden: mobilt internet, intelligenta fordon och transportsystem samt modern media och design. Ett av bolagets huvudsyften är att skapa samverkan mellan näringsliv, högskola och samhälle, både på det nationella och internationella planet. På Lindholmen i Göteborg finns test- och utvecklingsmiljöer som stimulerar till samarbete och skapar förutsättningar för tillväxt och konkurrenskraft i Västsverige. Där drivs bland annat ett stort antal projekt inom ramen för Test Site Sweden, en neutral mötesplats för gemensamma forskningsprojekt inom intelligenta transportsystem (ITS) på uppdrag av Vinnova, och Security Arena. På Lindholmen samverkar Chalmers, Göteborgs universitet och IT-universitetet med det högteknologiska näringslivet och samhället i olika utvecklingsprojekt. Det finns ca 275 företag med 9 000 anställda på Lindholmen och de största bolagen är Volvo Cars, Volvo Technology, Ericsson, ABB, IBM, Semcon och SVT. Campus Lindholmen omfattar 9 000 personer med studenter, forskare, lärare och gymnasiestuderande.
Huvudaktörer i Lindholmen Science Park AB är Göteborgs stad, Chalmers, Göteborgs universitet, Volvo Group, Ericsson, Volvo Cars, Business Region Göteborg, TeliaSonera, Saab Group, Telenor och Trafikverket.